# YOU-kI의 퍼레이드
〈YOU-kI의 퍼레이드〉(YOU-kIのパレード 유키노파레도[*])는 일본의 걸 그룹 X21의 다섯 번째 싱글이다. 2015년 9월 23일에 에이벡스 트랙스에서 발매됐다. 노래의 센터 포지션은 요시모토 미유이다.

## 배경과 발매
CD+DVD판, CD판, 이벤트 장소 한정판 CD 2종의 총 4형태로 발매됐다.
본작은 발매 첫 주의 오리콘 차트에서 10위 이내, 혹은 첫 주 매상이 1만장을 채우지 못했을 경우에 2015년 내에 아티스트 활동을 무기한 정지한다는 미션이 주어졌다. 또, 5위 이상 혹은 2만장 이상의 판매에 달했을 경우에는 멤버 국내 위안 여행&팬 동행 투어 개최, 3위 이상 혹은 5만장 이상의 판매에 달했을 경우에는 멤버 해외 위안 여행&팬 동행 투어 개최가 된다.
〈YOU-kI의 퍼레이드〉 선발 멤버는 12명으로 〈해피 어플〉〈X기프트〉와 동일하다.

## 차트 성적
2015년 10월 5일자 오리콘 주간 차트로 첫 주 1.2만장을 판매하며, 첫 등장 5위를 획득했다. 이것에 의해서 매상장수, 랭킹 모두 최고 성적을 갱신해서, 미션 중 두 가지를 달성해서 그룹으로의 활동을 계속, 국내 위안 여행&팬 동행 투어가 실시됐다.

## 수록곡

### CD+DVD판
전체 작사: 모리 유키노조
| #            | 제목                                     | 작곡            | 편곡  | 재생 시간 |
| ------------ | ---------------------------------------- | --------------- | ----- | --------- |
| 1.           | 〈YOU-kI의 퍼레이드〉 (YOU-kIのパレード) | 쿠와타니 미사   | 4:35  |           |
| 2.           | 〈걱정 에브리데이〉 (心配エブリディ)     | 야에가시 유이치 | 4:47  |           |
| 3.           | 〈YOU-kI의 퍼레이드 (Instrumental)〉     |                 | 4:35  |           |
| 4.           | 〈걱정 에브리데이 (Instrumental)〉       |                 | 4:44  |           |
| 총 재생 시간 | 총 재생 시간                             | 총 재생 시간    | 18:42 |           |

| #  | 제목                                                                                   | 재생 시간 |
| -- | -------------------------------------------------------------------------------------- | --------- |
| 1. | 〈YOU-kI의 퍼레이드 (뮤직비디오)〉 (YOU-kIのパレード (MUSIC VIDEO))                    |           |
| 2. | 〈YOU-kI의 퍼레이드 (뮤직비디오 오프샷)〉 (YOU-kIのパレード (MUSIC VIDEOオフショット)) |           |

### CD판
| #            | 제목                                     | 작사          | 작곡            | 편곡  | 재생 시간 |
| ------------ | ---------------------------------------- | ------------- | --------------- | ----- | --------- |
| 1.           | 〈YOU-kI의 퍼레이드〉 (YOU-kIのパレード) | 모리 유키노조 | 쿠와타니 미사   | 4:35  |           |
| 2.           | 〈걱정 에브리데이〉 (心配エブリディ)     | 모리 유키노조 | 야에가시 유이치 | 4:47  |           |
| 3.           | 〈두근두근☆WALKIN'〉 (ワクワク☆WALKIN')  | KAJI KATSURA  | B Room          | 3:41  |           |
| 4.           | 〈YOU-kI의 퍼레이드 (Instrumental)〉     |               |                 | 4:35  |           |
| 5.           | 〈걱정 에브리데이 (Instrumental)〉       |               |                 | 4:44  |           |
| 6.           | 〈두근두근☆WALKIN' (Instrumental)〉      |               |                 | 3:37  |           |
| 총 재생 시간 | 총 재생 시간                             | 총 재생 시간  | 총 재생 시간    | 26:02 |           |

## 선발 멤버
| - 이즈미카와 미호 - 마츠다 리나 - 요시모토 미유 - 코모리야 사쿠라 | - 타나카 슈리 - 나가오 마미 - 이가시라 마나미 - 시라토리 하스미 | - 카미나구치 호노카 - 야마키 코하루 - 스에나가 마이 - 오자와 나나카 |